# Изчезване на Труди Адамс
Труди Адамс (на английски: Trudie Adams) е австралийско момиче, което на 25 юни 1978 г. изчезва безследно след танци. Тя се качва във ван на автостоп на „Баренджой Роуд“ и не е видяна повече. Изчезването ѝ предизвиква голямо национално медийно внимание и награда от 250 000 долара.

## Изчезване и разследване
Родителите и бившият ѝ приятел съобщават, че Адамс е изчезнала на 25 юни 1978 г., след като не се е прибрала у дома след танци. Въпреки че полицията първоначално вярва, че колата, в която е влязла, е зелен комби ван, бившият ѝ приятел, Стивън Норис, заявява, че я е видял да се качва в светъл на цвят „Холден“ ван от 1977 г. Полицията, която разследва случая, смята, че изчезването на Адамс е свързано с 14 известни изнасилвания, които се случват на Северните плажове между 1971 и 1978 г. и може би е свързано с опит за нападение срещу стопаджия, по-рано същата вечер.
През 2011 г. се провежда разследване, за да се проучи допълнително изчезването на Труди Адамс, което води до обявяването, че Адамс е починала от „убийство“.
През 2008 г. правителството на Нов Южен Уелс обявява награда от 250 000 долара за информация, която би довела до залавянето на нейния убиец.